# Retrato de Antonio Porcel

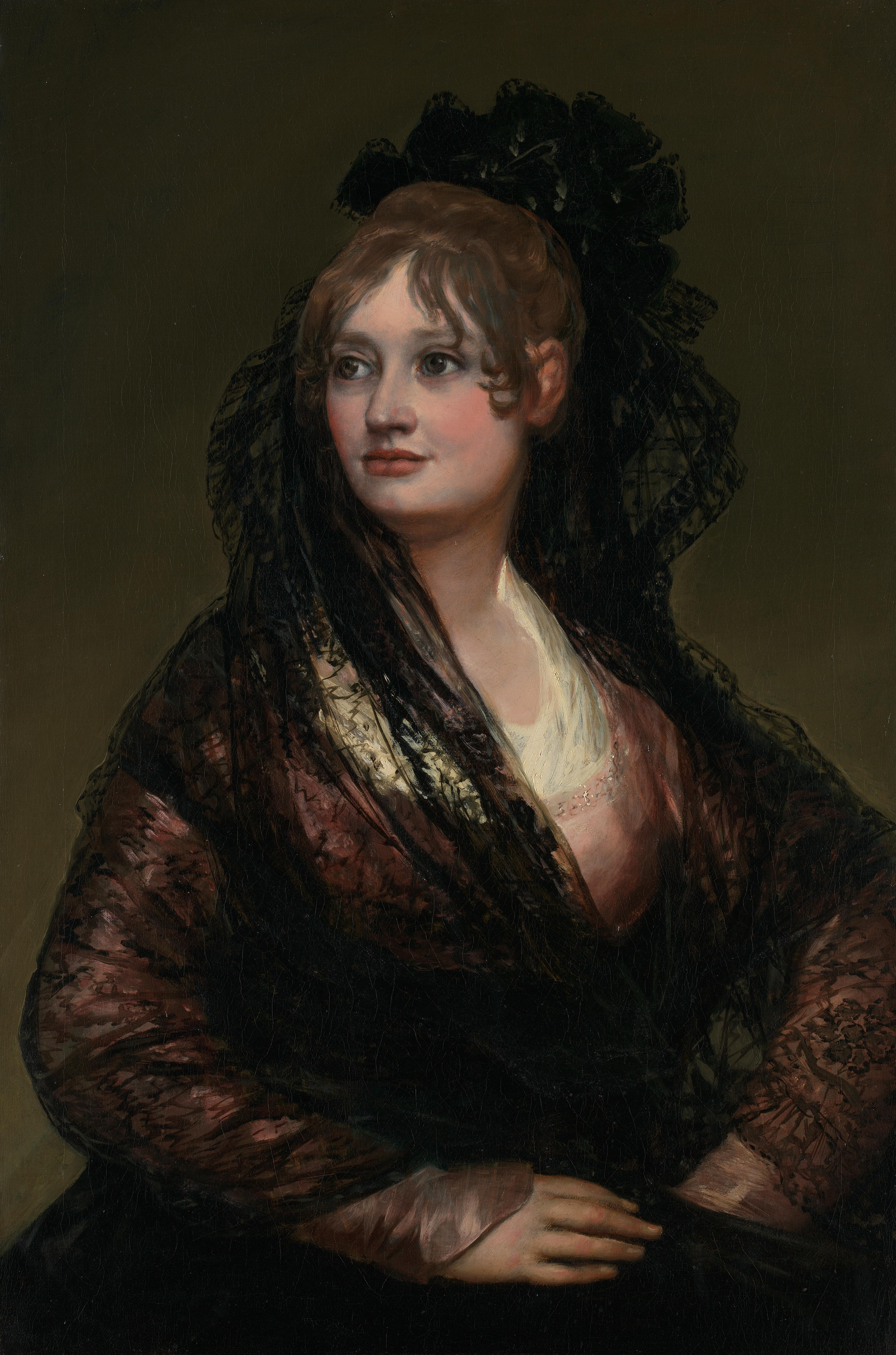
Retrato de Isabel Porcel, 1805.

Retrato de Antonio Porcel era un óleo del pintor español Francisco de Goya que representaba al aristócrata Antonio Porcel. Fue destruido en un incendio en 1953.

## Creación
Antonio Porcel Román (1775-1832), natural de Granada, fue protegido del príncipe Manuel Godoy y amigo del político ilustrado Gaspar de Jovellanos. Probablemente Jovellanos le presentó a Goya, que vivía en el mismo barrio de Madrid, no lejos de la casa de Porcel. Goya retrató a Antonio en 1806 y a su segunda esposa Isabel poco antes. Las pinturas probablemente fueron creadas como expresión de agradecimiento por la hospitalidad mostrada al pintor en la casa de Porcel de Granada. Ambos retratos fueron presentados por el pintor en la exposición de la Real Academia de Bellas Artes de San Fernando en Madrid.

## Descripción
Goya retrató a Antonio Porcel como cazador. El modelo se sienta mirando a la izquierda pero girado hacia la derecha con las piernas cruzadas, con la mano derecha acaricia al perro perdiguero, sentado delante que mira a su amo, y con la otra empuña una escopeta. El fondo es oscuro y neutro. En la parte superior del cuadro a la izquierda hay una inscripción: D. Antonio Porcel [pintado] por su amigo Goya 1806.

## Procedencia
Los retratos del matrimonio permanecieron en su casa hasta 1887, cuando fueron vendidos por los herederos (colección Porcel y Zayas de Granada). El retrato de Isabel fue a parar a la National Gallery de Londres, y el retrato de Antonio fue adquirido en 1898 por Miguel Cané, ministro y embajador argentino. El cuadro fue exhibido en el elitista Jockey Club de Buenos Aires, donde resultó destruido el 15 de abril de 1953 en un incendio en el palacio, que era la sede del club.  El incendio fue provocado por los peronistas, y se perdieron numerosas obras de arte, entre ellas otros cuadros de Goya, como La tempestad y un boceto para el cartón para tapiz Las bodas.